# Спитале, Катальдо
Катальдо Спитале (исп. Cataldo Spitale; 2 августа 1908, по другим данным 2 октября 1908, по третьим данным 5 октября 1911, Росарио — неизвестно) — аргентинский футболист, защитник и полузащитник. Первый футболист в профессиональную эпоху аргентинского футбола, который играл за две самые популярные команды страны — «Боку Хуниорс» и «Ривер Плейт».

## Карьера
Катальдо Спитале начал карьеру в клубе «Ньюэллс Олд Бойз» в 1929 году. Там он выступал три года, проведя 37 матчей и забив 2 гола. В 1931 году он перешёл в клуб «Бока Хуниорс», где дебютировал 7 июня в матче с «Кильмесом» (5:1). В том же году он стал с командой чемпионом Аргентины, проведя в сезоне 19 матчей, по другим данным 14 матчей. Последнюю встречу за «Боку» Спитале сыграл 18 октября против «Феррокарриль Оэсте» (3:3). В 1932 году Катальдо стал игроком клуба «Архентинос Хуниорс», где за год сыграл 31 матч и забил два гола. После этого он провёл одну встречу за «Ривер Плейт». В 1933 году Спитале перешёл в «Платенсе». Там футболист выступал шесть сезонов, проведя 174 матча и забив 11 голов.
5 января 1935 года Спитале дебютировал в составе второй сборной Аргентины в матче с Уругваем (1:2). 20 января он сыграл второй матч за эту команду, также против Уругвая (2:2).
В 1939 году на корабле «Океания» Спитале прибыл в Италию. На этом корабле находилась группа аргентинских футболистов, приплывших в эту страну в поисках работы. Был проведён ряд товарищеских матчей, в результате которых Мигель Анхель Панто, Антонио Кампилонго, Франсиско Провиденте и Спитале подписали контракт с клубом «Рома». Катальдо дебютировал в составе команды 17 сентября в матче с «Болоньей» (2:0). Всего за клуб Спитале провёл 23 матча, после чего уехал из Европы. Он перешёл в клуб «Химнасия и Эсгрима». Он дебютировал в составе команды 18 мая во встрече с «Бокой Хуниорс» (3:2), а последний — 28 сентября с другой своей бывшей командой «Ньюэллс Олд Бойз», где его клуб проиграл со счётом 1:6. Всего за «Химнасию» Катальдо провёл 5 игр.

## Достижения
- Чемпион Аргентины: 1931

## Личная жизнь
Три правнука Катальдо — Данте, Сиро и Бруно Спитале являлись игроками молодёжных составов «Архентинос Хуниорс».